# Isiolo County
Isiolo County (bis 2010 Isiolo District) ist ein County in Kenia. Die Hauptstadt des Countys ist Isiolo. Im County lebten 2019 268.002 Menschen auf 25.336,1 km².

## Geografie
Durch das County fließt der Uaso Nyiro.
12,5 % der Haushalte sind an das Stromnetz angeschlossen.

## Gliederung
Das County teilt sich in sechs Divisionen und zwei Wahlbezirke, Isiolo North und Isiolo South, auf. 
| Division   | Einwohner (1999) | Hauptstadt |
| ---------- | ---------------- | ---------- |
| Central    | 052.280          | Isiolo     |
| Garba Tula | 07.010           | Garba Tula |
| Kinna      | 07.133           | Kinna      |
| Merti      | 015.771          | Merti      |
| Oldonyiro  | 09.669           |            |
| Sericho    | 08.998           |            |
| Gesamt     | 100.861          | -          |

## Religion
Das County Isiolo gehört zum Apostolischen Vikariat der römisch-katholischen Kirche. Neben mehreren Primary und Secondary Schools unterhält die katholische Kirche im County Isiolo Kinderheime, medizinische Ambulanzen, eine Krankenpflegeschule und eine Fachhochschule. 27.000 Katholiken leben im County Isiolo.